# Come se non ci fosse un domani (album)
Come se non ci fosse un domani è un album in studio del cantautore italiano Omar Pedrini, pubblicato nel 2017.
Nel disco hanno collaborato Noel Gallagher, Lawrence Ferlinghetti, Ian Anderson e la Royal Albert Hall College Orchestra.

## Tracce
1. Come se non ci fosse un domani  (Pedrini/Poddighe) – 3:13
2. Fuoco a volontà – 3:21
3. Dimmi non ti amo  (Pedrini/Poddighe) – 3:34
4. Il cielo sopra Milano – 3:33
5. Un gioco semplice (N.Gallagher/O.Pedrini) – 3:37
6. Angelo ribelle – 4:41
7. Desperation Horse  (Pedrini/Ferlinghetti) – 2:25
8. Ancora lei – 4:25
9. Freak Antoni – 3:59
10. Sorridimi – 3:29

Tutti i pezzi scritti da Omar Pedrini eccetto dove indicato
Arrangiato e prodotto da Omar Pedrini e Carlo Poddighe eccetto (3) Pedrini e  Roberto Vernetti e (5) Pedrini e Marco Franzoni.

## Musicisti
- Omar Pedrini – chitarre, voce
- Ian Anderson – flauto (traccia 6)
- Carlo Poddighe – batteria, basso, chitarre, tastiere, violoncello e cori
- Marco Franzoni: chitarre, basso e tastiere (traccia 5)
- Beppe Facchetti: batteria (traccia 5)